# جون باتلر (لاعب كرة قاعدة)
جون باتلر (بالإنجليزية: John Butler)‏ هو لاعب كرة قاعدة أمريكي، ولد في 26 يوليو 1879 في بوسطن في الولايات المتحدة، وتوفي بنفس المكان في 2 فبراير 1950.

## وصلات خارجية
- جون باتلر على موقعبيزبول رفرنس.كوم (الدوري الرئيسي) (الإنجليزية)